# Boris Gorenc
Boris Gorenc, né le 3 décembre 1973 à Ljubljana, en Slovénie, est un ancien joueur slovène de basket-ball. Il évolue aux postes d'arrière et d'ailier.

## Palmarès
- Vainqueur de la Coupe Saporta 1994 (Union Olimpija) et 2002 (Mens Sana Basket)
- Champion de Slovénie 1991-92, 1992-93, 1993-94, 1994-95, 1995-96, 2007-08 (Union Olimpija)